# Maják Barra Head
Maják Barra Head stojí na západě ostrova Barra Head a označuje jižní vstup do zálivu Minch, zhruba v polovině cesty mezi majáky Eilean Glas a Rinns of Islay. V roce 1971 byl maják zařazen do kategorie B na seznamu skotského kulturního dědictví. V roce 2001 byl zařazen do nejvyšší kategorie A.

## Historie
Maják, který navrhl Robert Stevenson a postavil James Smith z Inverness, byl poprvé rozsvícen 15. října 1833, v roce 1906 bylo olejové světlo přestavěno na žárovkové a 23. října 1980 byl maják převeden na automatický provoz a byli odvoláni poslední strážci.
Západně od Berneray není žádná mělká voda, která by rozrážela rány atlantických bouří, a na trávu na vrcholu útesu jsou občas vyvrženy malé ryby. V roce 1836 sir Archibald Geikie zaznamenal během silné bouře pohyb 43 t kvádru ruly na vzdálenost přes 1,5 m.
Během druhé světové války se na útesech poblíž majáku zřítil stíhací letoun Bristol Blenheim. Protože si toho zpočátku nikdo nevšiml, předpokládá se, že letadlo havarovalo během bouřky, která zvuky zamaskovala.

## Popis

### Maják
Maják stojí na západní straně ostrova na vrcholu velmi strmého útesu, což z něj činí nejvýše položený světelný zdroj ve Spojeném království s ohniskovou rovinou 208 m n. m. Jeho dosvit je 18 nm (33 km).
Kamenná omítaná věž o výšce 18 metrů s ochozem na krakorcích a lucernou s diagonálními kosočtverci ukončenou kopulí a př. Kolem věže je půlkruhová jednopatrová přístavba s plochou střechou.

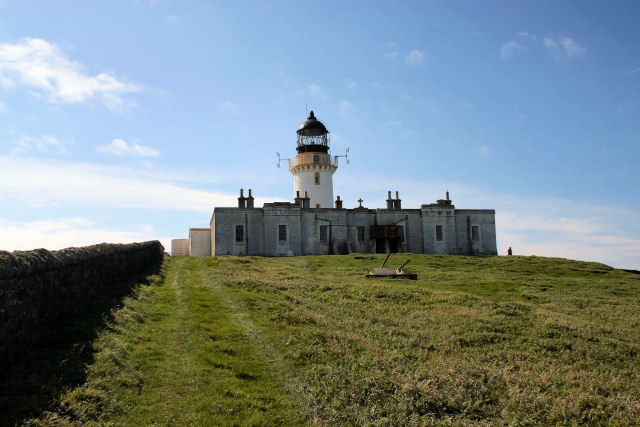
Dům strážců

Hlavní optikou je nyní acetylenový otočný podstavec Dalen. Fresnelova čočka se otáčí každých 30 sekund. Během denního světla se čočka otáčí velmi pomalou rychlostí, aby se pláště při silném slunečním světle nezničily. Ve výměníkových systémech jsou 4 pláště. Elektrickou energii zajišťují baterie, které jsou dvakrát týdně automaticky dobíjeny dieselovým alternátorem. Zařízení je monitorováno majákem Hyskeir.

### Ostatní objekty
Dům strážců je symetrický se stupňovitým hlavním průčelím a oknem v každém poli. Ve středním poli je do zdi vestavěn kamenný kříž, boční pole mírně vystupují, poslední jsou zdobeny parapetu a římsami. Osmiosé nádvorní průčelí má okna v šambránách a vchody v ryzalitech, střecha je plochá.
V blízkosti majáku je hřbitov obehnán kruhovou kamennou ohradou s náhrobky zemřelých dětí strážců.